# Berkeley Bandit
Der Berkeley Bandit ist der Prototyp eines Sportwagens, den der britische Hersteller Berkeley Cars 1960 konstruierte.

## Modellgeschichte
1961 wollte Berkeley Cars mit dem von John Tojeiro konstruierten, neuen Modell Bandit in den Markt größerer Sportwagen einsteigen. Der Wagen wurde von einem obengesteuerten Vierzylinder-Viertakt-Reihenmotor angetrieben, wie ihn Ford im Anglia 105E einsetzte. Der „Kent“  genannte Motor hatte 997 cm³ Hubraum (Bohrung × Hub = 80,96 mm × 48,41 mm), war 1:8,9 verdichtet und lieferte 39 bhp (29 kW) bei 5000/min.
Die Vorderräder waren an MacPherson-Federbeinen aufgehängt; hinten hatte der Wagen ebenfalls Einzelradaufhängung. Wie bei den Vorgängermodellen bestand auch beim Bandit die dreiteilige Karosserie (Bodengruppe, Front, Heck) aus GFK. Das Fahrgestell jedoch bestand aus Stahlblech und war in die GFK-Bodengruppe integriert. Vorne gab es Scheibenbremsen von Girling mit 203 mm Durchmesser, hinten Trommelbremsen. So war die Konstruktion wesentlich konventioneller als bei den Vorgängern, aber immer noch speziell genug, um ein geringes Gewicht des Wagens zu gewährleisten.
Die hohen Entwicklungskosten verschlimmerten die finanzielle Schieflage, in der sich die Firma Ende 1960 bereits befand. Trotz der – auch finanziellen – Beteiligung von Ford überlebte der Bandit nicht die Insolvenz von Berkeley Cars. So wurden nur zwei Prototypen gebaut. Einer mit der Zulassungsnummer 700CNM war das Ausstellungsstück auf der London Motor Show und wurde der Presse vorgestellt. Er wurde später restauriert und existiert noch.  Der andere mit der Zulassungsnummer YRX292 erhielt einen 1340-cm³-Motor vom Ford Consul Classic. Er wurde 1966 nach Dursley verkauft und wurde zuletzt Ende der 1960er-Jahre in Swindon gesehen.
Die Wagen sollten £ 798 kosten und wären damit teurer als ein Mini oder ein Austin-Healey Sprite gewesen.